# Ousté
Ousté – miejscowość i gmina we Francji, w regionie Oksytania, w departamencie Pireneje Wysokie.
Według danych na rok 1990 gminę zamieszkiwało 37 osób, a gęstość zaludnienia wynosiła 16 osób/km² (wśród 3020 gmin regionu Midi-Pyrénées Ousté plasuje się na 1026. miejscu pod względem liczby ludności, natomiast pod względem powierzchni na miejscu 1697.).

## Źródła
- Francuski urząd statystyczny. (fr.).